# Mezőkeresztes
Mezőkeresztes város Borsod-Abaúj-Zemplén vármegyében, a Mezőkövesdi járásban.

## Fekvése
A vármegye déli részén fekszik, Mezőkövesdtől 11, Miskolctól közúton 35 kilométerre délre. A környező települések: Mezőnagymihály kb. 4, Mezőnyárád 4, Szentistván kb. 8 km-re. A legközelebbi nagyobb város, Mezőkövesd 11 km-re található.

### Megközelítése
Az M3 autópálya bővítésével 2002-ben bekapcsolódott az ország vérkeringésébe. A sztráda 139-es kilométerénél építették ki a Mezőkeresztes-Mezőnagymihály csomópontot, amely leágazástól két kilométernyire van a városközpont. 

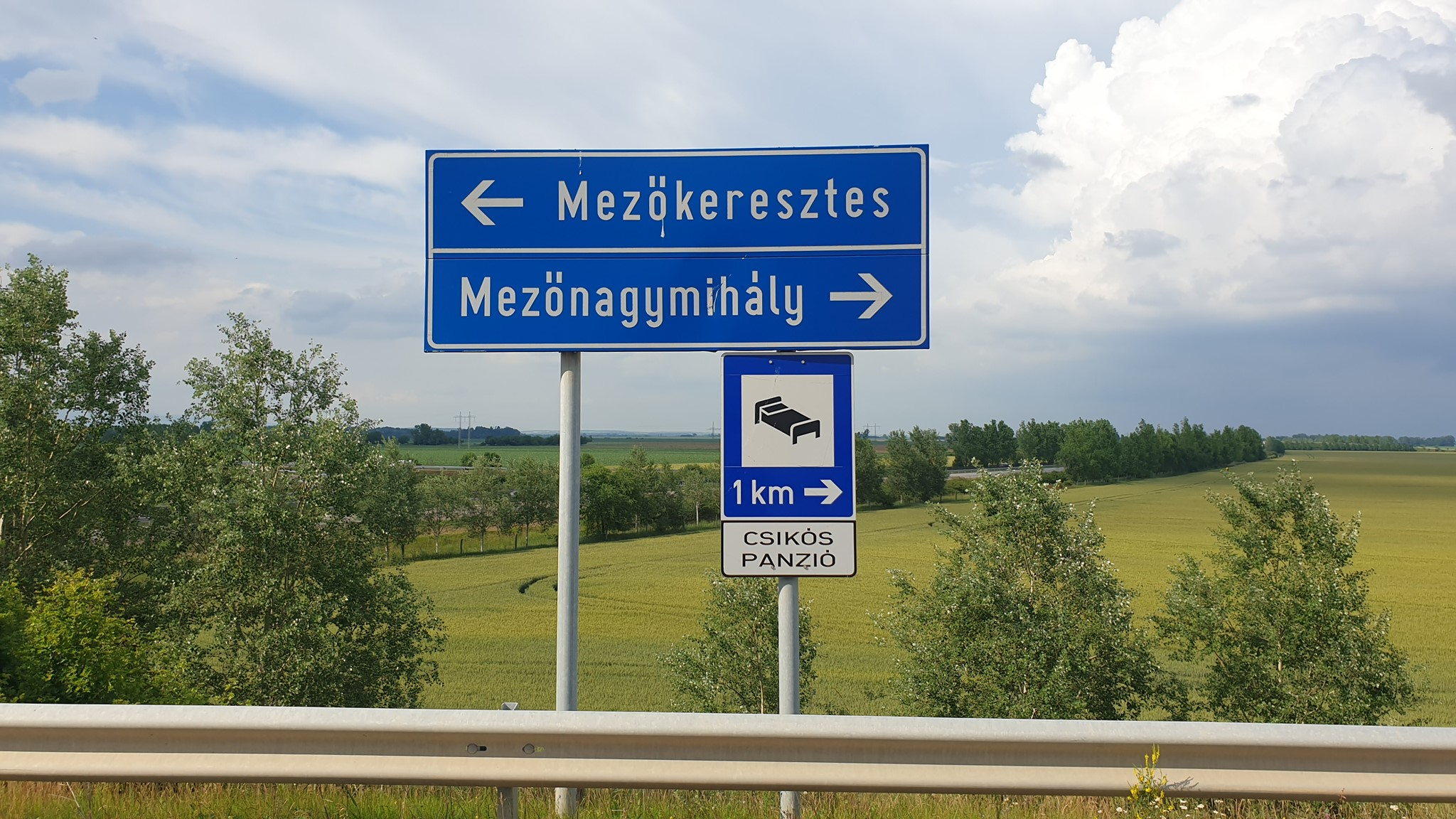
Az M3 magyar autópálya 139 km Mezőkeresztes és Mezőnagymihály csomópont és az Autópálya látképe

Érinti a város közigazgatási területét, annak északi szélén a 3-as főút, illetve a belterülettől délre az M3-as autópálya is, de a lakott területeket mindkettő elkerüli. Előbbiből a város északi határszélének közvetlen közelében indul a 25 113-as számú mellékút, mely Tardon át Cserépváralja központjáig vezet.
Központja a Mezőnyárádtól Szentistvánig húzódó 3304-es, az abból Mezőcsát felé kiágazó 3305-ös és a Vattától Csincsén át idáig vezető 3306-os utakon közelíthető meg.
Ugyancsak érinti a város területét a Hatvan–Miskolc–Szerencs–Sátoraljaújhely-vasútvonal is, de vasúti megállási pont nincs a településen; a legközelebbi vasútállomás (Mezőkeresztes-Mezőnyárád vasútállomás) Mezőnyárád területének déli részén található, a 3304-es út közelében.

## Nevének eredete
IV. Béla magyar király a Nyárádhoz tartozó és besenyők lakta földet 1238-ban a jeruzsálemi johannita kereszteslovagoknak ajándékozta. A középkori falu ezekről kapta a nevét.

## Története
A terület az őskor óta lakott. A szkíta korból rendkívül értékes leletek kerültek elő a településhez tartozó Zöldhalompusztán, köztük a híres aranyszarvas. A „Csörsz árka” is a közelben húzódott.

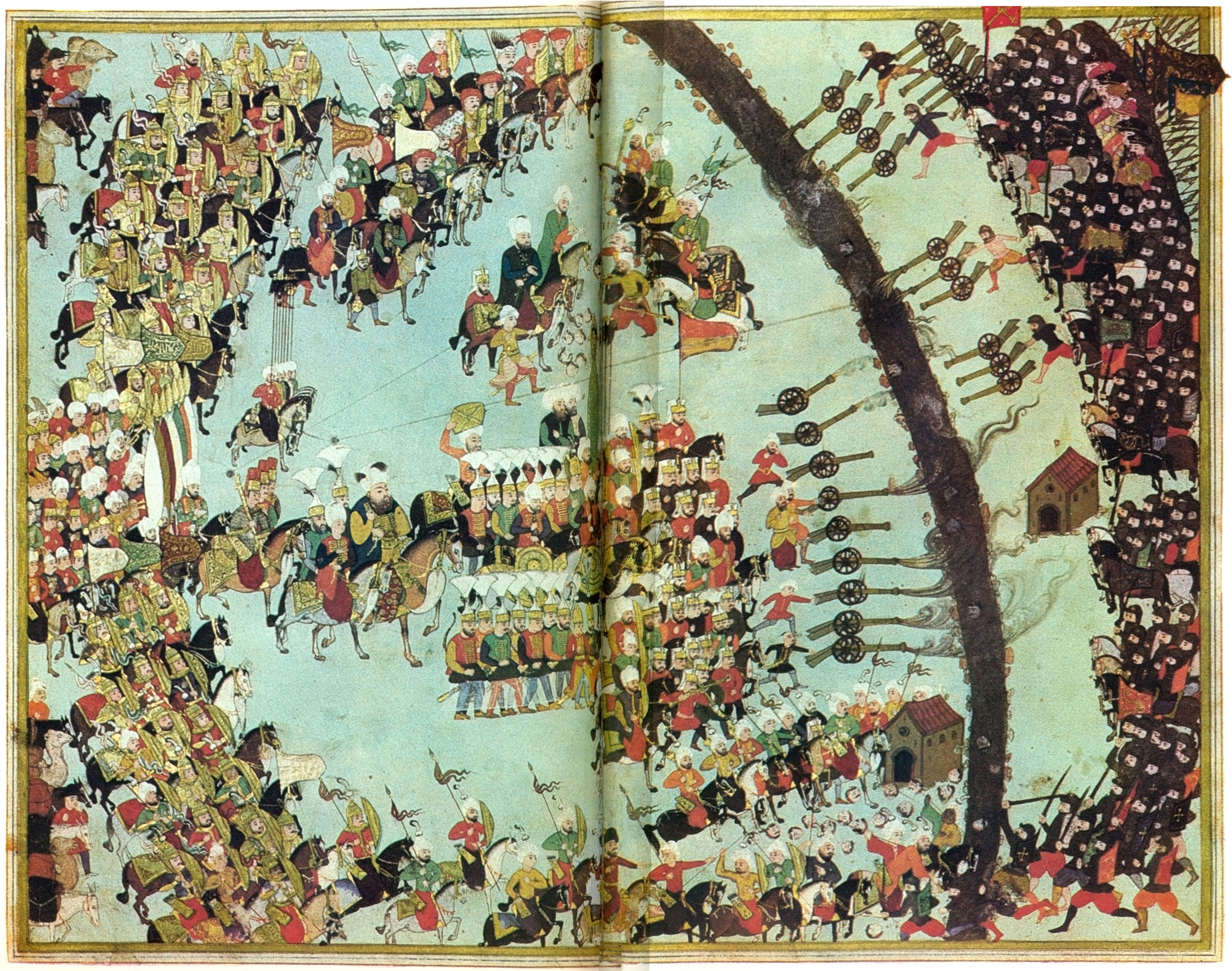
A mezőkeresztesi csata egy török miniatúrán

A 14. században Mezőkeresztes a diósgyőri uradalom része volt. V. László 1456-ban városi rangra emelte a települést. A török uralom idején, 1596-ban itt zajlott a mezőkeresztesi csata. A török uralom után a település fejlődésnek indult, de a 19. században veszített jelentőségéből.
Mezőkeresztes város a megye déli csücskének egyik legrégebbi, sok történelmi vihart megért ősi települése. Borsod vármegye területe már 40 ezer éve lakott, ezen belül Mezőkeresztesé is. Tipikus településmagként, valamikor a történelmi idők előtt jöhetett létre a Kács-Sályi patak partján, a Csincse-patak és a Lator-patak között. A belterületén ugyan nem végeztek régészeti ásatásokat, de beszakadt vermekből, alapásásokból a bükk-vidéki barlangi leletekhez hasonló ősrégi használati tárgyak, eszközök kerültek elő. A korai népvándorlás megindulása után a feltételezett szórványtelepülést a szkíták foglalhatták el, akik nagyon érdekes és értékes nyomot hagytak maguk után: az Aranyszarvast. A gyönyörű aranylelet a régebben a településhez tartozó Zöldhalompusztán került elő 1928-ban (Zöldhalompuszta 1995. január 1. óta Csincse része). A 3. században a kelták, az 5. században a jazigok és a szarmaták telepedtek le itt, őket követték az avarok és a hunok.
A 14. században Mezőkeresztes Diósgyőrhöz tartozott. A település 1456-ban V. László királytól városi rangot, címert és pecsétet kapott. Mátyás király 1471-ben további kiváltságokkal ruházta fel a várost. Eger ostroma (1552) után három évvel Bornemissza Gergely itt ütközött meg a nyílt mezőn a törökkel, a sokszoros túlerő miatt azonban súlyos vereséget szenvedett. A törökök őt magát is elfogták, rabláncra fűzve Sztambulba vitték, ahol felakasztották. 1596-ban szintén nagy csatára került sor, ez volt az ún. mezőkeresztesi csata vagy a „borsodi Mohács”. Az ütközetben a keresztény hadak fényes diadalt arattak, a török megfutamodott. Sajnos, több okból, mégis fordult a kocka: a zsákmányra éhes zsoldosok nem törődtek a törökök üldözésével, akik egy idő után visszafordultak a menekülésből, és csapást mértek az ellenfélre. Korabeli adatok szerint több mint 30 ezer holttest maradt temetetlenül a csatatéren. A török bosszúvágyában az egész környéket feldúlta, az élet csak kiűzésük után indulhatott meg újra. Mária Terézia 1755-ben minden addigi jogába visszahelyezte a várost, amely azonban a 19. század végére egyre inkább háttérbe szorult. 1950-ben Mezőkeresztes és Keresztespüspöki Mezőkeresztes néven nagyközséggé egyesültek.
2009. július 1-je óta város.
Vályi András szerint „Püspöki. Keresztes Püspöki. Magyar falu Borsod Vármegyében , földes Ura az Egri Püspökség, lakosai katolikusok, fekszik Kereszteshez nem meszsze, határja jól termő, vagyonnyai jelesek, első osztálybéli.”

## Közélete

### Polgármesterei
- 1990–1994: Kalivoda András (SZDSZ)[5]
- 1994–1998: Kalivoda András (független)[6]
- 1998–2002: Kalivoda András (független)[7]
- 2002–2006: Dr. Dózsa György (független)[8]
- 2006–2010: Dr. Dózsa György Béla (független)[9]
- 2010–2014: Dr. Dózsa György Béla (független)[10]
- 2014–2019: Majoros János (független)[11]
- 2019–2024: Majoros János (független)[12]
- 2024– : Majoros János (független)[1]

## Lakosság
A település lakosságának 97%-a magyar, 3%-a cigány nemzetiségűnek vallja magát.
| Év   | Lakosság Csincsével (fő) | Lakosság Csincsével (fő) |
| Év   | [ 14 ]                   | [ 15 ]                   |
| ---- | ------------------------ | ------------------------ |
| 1870 | 4913                     |                          |
| 1880 | 5159                     |                          |
| 1890 | 5484                     |                          |
| 1900 | 5434                     |                          |
| 1910 | 5830                     |                          |
| 1920 | 5923                     |                          |
| 1930 | 5724                     |                          |
| 1941 | 5788                     |                          |
| 1949 | 5587                     |                          |
| 1960 | 5896                     |                          |
| 1970 | 5451                     |                          |
| 1980 | 5290                     |                          |
|      |                          |                          |
| 1990 | 5123                     | 4961                     |
| 1991 |                          | 4890                     |
| 1992 |                          | 4843                     |
| 1993 |                          | 4815                     |
| 1994 |                          | 4852                     |
| 1995 |                          | 4955                     |

| Év   | Lakosság Csincse kiválása után (fő) | Lakosság Csincse kiválása után (fő) | Lakosság Csincse kiválása után (fő) |
| Év   | [ 14 ]                              | [ 16 ]                              | [ 15 ]                              |
| ---- | ----------------------------------- | ----------------------------------- | ----------------------------------- |
| 1996 |                                     |                                     | 4292                                |
| 1997 |                                     |                                     | 4297                                |
| 1998 |                                     |                                     | 4276                                |
| 1999 |                                     |                                     | 4271                                |
| 2000 |                                     |                                     | 4236                                |
| 2001 | 4129                                |                                     | 4173                                |
| 2002 |                                     |                                     | 4184                                |
| 2003 |                                     |                                     | 4265                                |
| 2004 |                                     |                                     | 4275                                |
| 2005 |                                     |                                     | 4243                                |
| 2006 |                                     |                                     | 4200                                |
| 2007 | 4269                                | 4269                                | 4169                                |
| 2008 | 4233                                | 4233                                | 4131                                |
| 2009 | 4215                                | 4215                                | 4089                                |
| 2010 | 4220                                | 4126                                | 3964                                |
| 2011 | 3886                                | 4094                                | 3921                                |
| 2012 |                                     | 4033                                | 3900                                |
| 2013 |                                     | 4041                                | 3868                                |
| 2014 |                                     | 4035                                | 3882                                |
| 2015 | 3818                                | 3972                                | 3818                                |
| 2016 |                                     | 3905                                | 3746                                |
| 2017 | 3843                                | 3843                                | 3711                                |
| 2018 | 3767                                | 3767                                | 3612                                |
| 2019 | 3727                                | 3727                                | 3565                                |
| 2020 | 3685                                | 3685                                | 3519                                |
| 2021 | 3699                                | 3699                                | 3563                                |
| 2022 | 3673                                | 3673                                | 3548                                |
| 2023 | 3694                                | 3694                                | 3545                                |
| 2024 |                                     | 3694                                | 3515                                |

| Lakosok száma | 3868 | 3882 | 3818 | 3563 | 3565 | 3545 | 3515 |
|               | 2013 | 2014 | 2015 | 2021 | 2022 | 2023 | 2024 |

## Nevezetességek
- Mezőkeresztes egyik nevezetessége a Hoffmann-kastély, ahol Hoffmann Julianna (Munkácsy Emilné) élt. A szájhagyomány szerint járt náluk Munkácsy Mihály, aki Mezőkeresztesen és Tardon találta meg az "ősmagyar typusokat" a készülő Honfoglalás (1895) c. munkájához, amely ma is az Országház ékessége.
- Református templom
- Római katolikus templom
- A Mezőkeresztesi csónakázótó és szabadidőpark a város déli határánál található.További információ és aktuális hírek a tóról
- Tájház. További információ a tájházról

- Magyarok Nagyasszonya katolikus templom
- Református templom
- A keresztespüspöki Szent Kereszt Felmagasztalása katolikus templom
- Dózsa György utca
- Hoffmann-kastély

## Gazdaság
1950-ben kőolajat találtak a falu határában, amit az 1980-as évekig kitermeltek.

## Híres emberek
- Őcsényi Baranyay Pál (?–1596) pannonhalmi apát.
- Jakab István (1798–1876) drámaíró, műfordító, zeneszerző, publicista, az MTA tagja itt született.
- Gomba Károly botanikus itt született 1889. június 11-én.
- Fekete Gyula író született 1922-ben.
- Koncz Gábor Kossuth-díjas színész született 1938-ban.
- Filep Tibor újságíró, történész, nemzetközi sakkmester született 1935-ben.
- Ádám Zoltán NB I-es labdarúgó.
- Kudász József szívsebész született 1904-ben az egykori Keresztespüspökin.
- Nagy László történész, egyetemi tanár (1927 június)
- Dobrosi István ügyvéd, Kossuth Lajos titkára (1810. november 12.–?)
- Kozma Károly templomépítő, egri püspök (1824. március 12.–?)
- Berecz György parasztköltő, Kossuth Lajos barátja, nótaszerző (szül: 1842)
- Berecz Bertalan (B. György fia) parasztköltő (1884. június 13.)